# Chiesa di San Marco alle Grotte
La chiesa di San Marco alle Grotte è un luogo di culto cattolico che si trova in località Le Grotte a Portoferraio.

## Storia e descrizione
Fu edificata nel 1619 in memoria di un episodio delle guerre contro i Turchi. Agli inizi del XVIII secolo la proprietà passò dai Roncisvalle ai Lambardi che edificarono la villa attigua e restaurarono la cappella dotandola del quadro di San Marco, commissionato al fiorentino Giuseppe Bezzuoli nel 1824.
Di modeste dimensioni, presenta semplici forme architettoniche.
La grande pala d'altare raffigura l'Evangelista che, alzando lo sguardo alla fonte della sua ispirazione, scrive sul rotolo appoggiato sulle sue ginocchia, fulcro luministico della composizione. Dopo i Lambardi, di cui rimangono in San Marco alcune pietre sepolcrali, la chiesa insieme con tutto il fondo passò per eredità ai Lambardi-Duchoquè e poi fu venduta alla famiglia Gasparri.